# 收復夏爾
收復夏爾（英語：The Scouring of the Shire）是英國作家J·R·R·托爾金小說《魔戒》第三部《王者再臨》的第十八章。哈比人佛羅多、山姆、梅里和皮聘回到了家鄉夏爾，發現它已被薩魯曼指揮的一幫人類流氓所佔據。
作者托爾金指出收復夏爾這一章節並不是隱喻第一次世界大戰後的英格蘭，但它的靈感有部分來自於他自己早年的的經歷：
「筆者童年所居住的鄉間，在十歲之前就已慘遭破壞，那時汽車還是稀有的交通工具（筆者當時從沒見到），人們還在興建郊區的鐵路系統。最近，筆者湊巧在一份報紙上看見一張照片，那是當年對我相當重要、曾經興盛一時的一座磨坊及其池塘沒落殘破的最後一景。筆者從來不喜歡磨坊小主人，但是他父親，磨坊的老主人，有一把黑鬍子，而且名字不叫山迪曼。」

## 情節概要

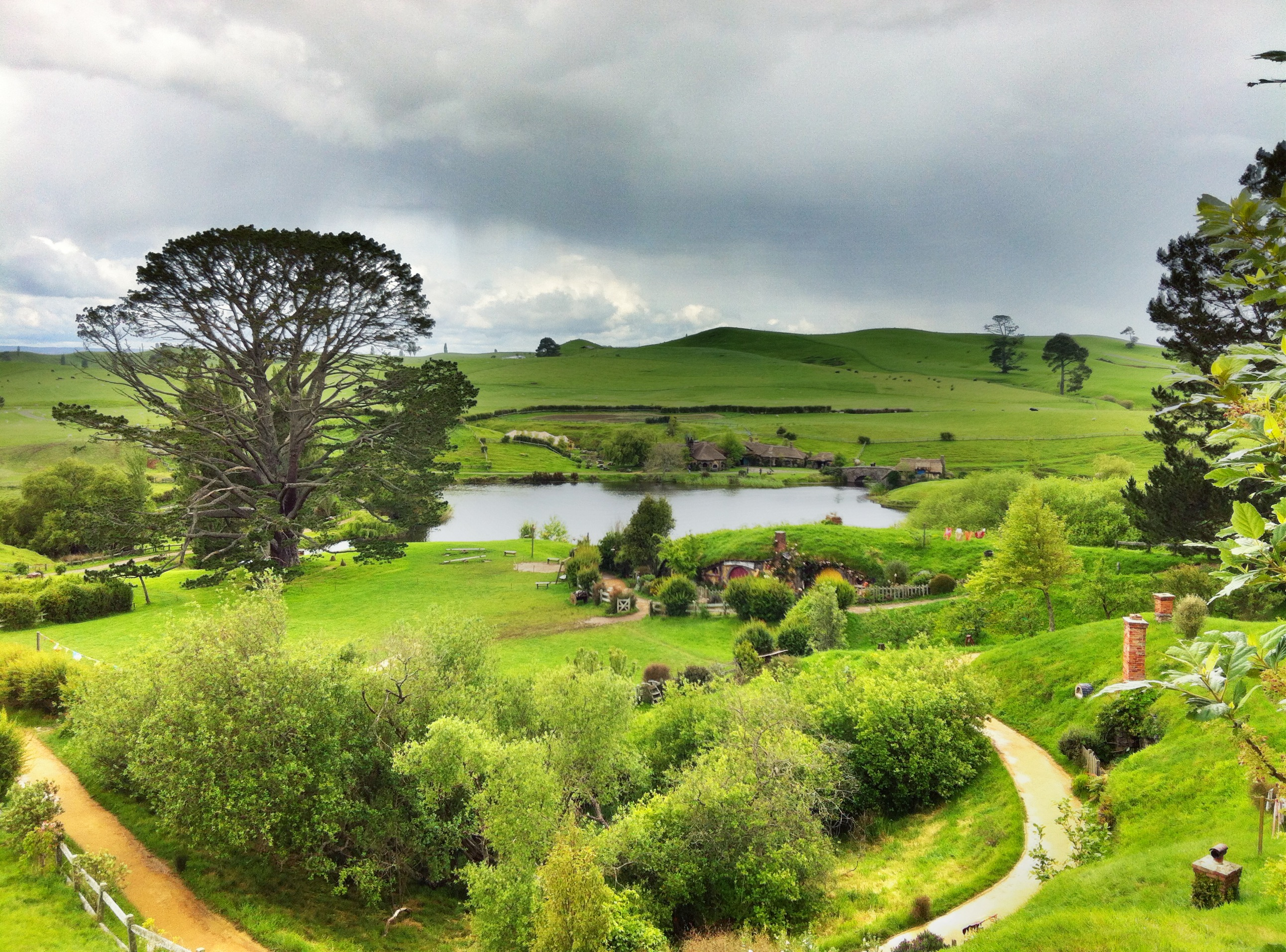
夏爾在被流氓破壞前本來是一個風景優美的地方。（圖為紐西蘭景點哈比村）

佛羅多、山姆、梅里和皮聘在深夜時刻來到烈酒橋時，發現橋上設了路障，他們說服了守門的哈比人讓他們通過。次日，四個哈比人來蛙村時，當地哈比人警備隊宣布要逮捕他們，佛羅多和夥伴們讓這些警員跟著他們前進，很快警備隊就因趕不上佛羅多他們的小馬而落在後頭。沿途中，四個哈比人發現夏爾已遭到嚴重的破壞，樹木被砍光，磨坊排放著黑煙。
四個哈比人抵達臨水區時，遇見了幾個人類流氓，他們的領袖嘲笑佛羅多後，山姆、梅里和皮聘拿著劍把這些人嚇走（由於之前喝了樹人飲料，梅里和皮聘已經是夏爾中身材最高的哈比人）。四個哈比人招集了臨水區的哈比人居民，包括托曼·卡頓和他的兒子們，經過一番討論，皮聘騎馬到圖克區去招集他的親族。皮聘離開不久後，來自哈比屯的二十多個流氓被哈比人們包圍，在其頭子被射殺後，其他流氓都投降了。
次日早晨，臨水區的哈比人得知圖克區那邊的流氓已被打退，皮聘帶著一百多個哈比人前來援助；但另一方面有一百多個流氓正往臨水區而來。於是臨水之戰就此爆發，這是魔戒聖戰的最後一場戰役，也是自綠原之戰以來夏爾唯一的一場戰役。最終哈比人打敗了流氓。
在這過程中，哈比人們瞭解到流氓的「老大」並不是羅索·塞克維爾-巴金斯，而是被稱為「薩基」的薩魯曼，他與其僕人葛力馬·巧言居住在袋底洞內。佛羅多寬宏大量地讓這兩人安全地離開夏爾，還建議巧言可以留下來，但薩魯曼卻聲稱是巧言殺死了羅索，被激怒的巧言割開了薩魯曼的喉嚨，一旁的哈比人弓箭手射殺了巧言。從薩魯曼的屍體中升起了一團灰霧，它很快被風吹散，佛羅多用破斗篷蓋住了薩魯曼的屍體後離開。:386-420

## 改編
1981年英國廣播公司的廣播劇《魔戒》中包含了收復夏爾的情節。
彼得·傑克森執導的《魔戒電影三部曲》省略掉了收復夏爾的情節，傑克森雖然盡力忠於原著，但他並不想讓電影以此作結。片中當四個哈比人歸鄉時夏爾幾乎沒有任何變化。不過在《魔戒首部曲：魔戒現身》中，佛羅多從凱蘭崔爾之鏡中見到了半獸人入侵夏爾的景象，凱蘭崔爾說這只是一個可能會發生的未來，如果佛羅多沒有順利摧毀至尊魔戒的話，鏡中景象就將成為現實。在《魔戒三部曲：王者再臨》中，巧言在歐散克塔塔頂殺死了薩魯曼，而勒苟拉斯用箭射死了巧言。

## 延伸閱讀
- Birns, N, , Journal of the Fantastic in the Arts, 2012
- Croft, Janet, , : 130 et seq., 2004, ISBN 0313325928
- Hardy, Gene, , Cliffs Notes on The Lord of the Rings (Houghton Mifflin Harcourt), 2013
- Helms, Philip; Thompson, Kerry; Ritz, Paul, , Tolkien's Peaceful War, 1994
- Jones, Leslie, , , Greenwood: 112 et seq., 2003, ISBN 9780313323409, ISSN 1540-4900
- Langford, JD, , Mythlore, 1991
- Plank, Robert, , A Tolkien Compass, 1975, ISBN 9780875483030
- Waito, DM, , Mythlore, 2010